# John Abel Smith
Pour les articles homonymes, voir John Smith et Smith.
John Abel Smith (2 juin 1802 - 7 janvier 1871) est un député britannique de Chichester et Midhurst.

## Biographie
Il est le fils de John Smith qui l'a précédé comme l'un des députés de Midhurst. Il épouse Anne Jervoise, la fille de Sir Samuel Clarke Jervoise le 26 décembre 1827. Il est le père de Hugh Colin Smith et Dudley Robert Smith (1830-1897).
Smith est un associé fondateur de la société commerciale basée à Hong Kong Jardine, Matheson and Co. et en 1835, il est devenu associé de la société de banque d'affaires Magniac, Smith & Co. avec Hollingworth Magniac et Oswald Smith au 3 Lombard Street, Londres. William Jardine accepte d'en faire des agents pour Jardines à la condition qu'« À aucun moment il ne sera opportun que nous abandonnions l'option d'effectuer des transactions avec d'autres maisons de Londres. ». En 1841, la banque est renommée Magniac, Jardine & Co lorsque William Jardine devient un associé à son retour en Angleterre.
En 1847, Smith siège au comité de l'Association britannique pour le soulagement de la détresse en Irlande et dans les Highlands d’Écosse, qui a été fondée par son ami Lionel de Rothschild.
Le 26 juillet 1858, Abel Smith et Lord John Russell présentent Lionel de Rothschild à la Chambre des communes. Les Communes ont alors voté pour permettre à Rothschild, en tant que Juif, de prêter serment sur l'Ancien Testament uniquement.
Abel Smith Street, dans le centre de Wellington, en Nouvelle-Zélande, porte son nom.